# Rekovac
Rekovac (ćirilično Рековац) je naselje i središte istoimene općine u Republici Srbiji. Nalazi se u Središnjoj Srbiji i pripada Pomoravskom okrugu.

## Stanovništvo
Prema popisu stanovništva iz 2002. godine naselje je imalo 1.930 stanovnika.
| Etnički sastav 2002. |            |        |
| Narod                | Stanovnika | %      |
| Srbi                 | 1.852      | 95,95% |
| Romi                 | 50         | 2,59%  |
| Jugoslaveni          | 4          | 0,20%  |
| Hrvati               | 3          | 0,15%  |
| Crnogorci            | 3          | 0,15%  |
| Makedonci            | 2          | 0,10%  |
| Slovenci             | 1          | 0,05%  |
| nepoznato            | 2          | 0,10%  |

| broj stanovnika | 1510  | 1674  | 1467  | 1685  | 1751  | 1916  | 1930  |
|                 | 1948. | 1953. | 1961. | 1971. | 1981. | 1991. | 2002. |

## Vanjske poveznice
- Karte, udaljenosti vremanska prognoza[neaktivna poveznica]
- Satelitska snimka